# La Nuit des extraterrestres
La Nuit des extraterrestres (The UFO Incident) est un téléfilm dramatique américain réalisé par Richard A. Colla, et diffusé le 20 octobre 1975 aux États-Unis.

## Synopsis
En 1962, Betty et Barney Hill, un couple mixte, souffrent de troubles psychologiques et de cauchemars après un étrange incident survenu au retour d'un voyage au Canada. Ils consultent finalement le docteur Simon qui, sous hypnose, leur fait revivre leur enlèvement par des extraterrestres.

## Fiche technique
- Titre : The UFO incident
- Réalisation : Richard A. Colla
- Scénario : Hesper Anderson
- Musique : Billy Goldenberg
- Montage : Richard Bracken
- Durée : 82 minutes
- Date de diffusion : 20 octobre 1975 aux  États-Unis

## Distribution
- James Earl Jones (VF : Georges Aminel) : Barney Hill
- Estelle Parsons : Betty Hill
- Barnard Hughes : Dr Benjamin Simon
- Dick O'Neill : Général James Davison
- Beeson Carroll : Lieutenant colonel Jack MacRainey
- Terrence O'Connor : Lisa MacRainey
- Lou Wagner : Le chef
- Vic Perrin : Narrateur (voix)

## Commentaires
Le scénario de Hesper Anderson est basé sur le livre The Interrupted Journey (1966) de John G. Fuller (paru en France sous le titre "Le voyage interrompu", aux éditions du Rocher), lui-même basé sur les comptes rendus du Dr. Benjamin Simon, le psychiatre ayant suivi le couple Hill.

## Diffusion française
À ce jour, ce téléfilm n'a été diffusé qu'une seule et unique fois à la télévision française, sur une chaîne hertzienne : le dimanche 2 août 1987, par M6, en prime time.
(Il ne doit pas être confondu avec la soirée thématique : "la nuit extraterrestre" de Canal+, diffusée en juin 1997)